# Балтійські легації (1940–1991)
Прибалтійські легації були місіями дипломатичних служб Балтії, що були заслані з 1940 по 1991 рік. Після радянської анексії країн Балтії в 1940 році, країна Балтії доручила свої дипломат підтримувати свої країни МІСІЙ в ряді західних столиць. Члени естонської дипломатичної служби, латвійської дипломатичної служби та литовської дипломатичної служби продовжували визнаватися дипломатичними представниками незалежних держав Естонії, Латвії та Литви до Другої світової війни, анексія яких СРСР не була визнана США, Великою Британією чи Францією.  Делегації надавали консульські послуги громадянам балтійських країн, що перебували у вигнанні, з 1940 по 1991 рік.

## Історія
У період з травня по червень 1940 р. Уряди Балтії ухвалили таємне рішення про те, що у разі надзвичайної ситуації повноваження уряду призначати та відкликати дипломатичних та консульських представників покладаються на керівників відповідних делегацій у випадку, якщо цей зв’язок з урядами було загублено. Після радянської анексії в 1940 році радянська влада намагалася передати місії, а дипломатичні представники повернулися додому. Драконівські закони були оприлюднені в 1940 р., Щоб спонукати до їх виконання; дипломати, які відмовились повернутися, були оголошені поза законом із покаранням смертю, розстріляною протягом 24 годин після їх захоплення. 

## Власність легації
Усі три делегації зберігали принаймні одне дипломатичне майно в США до кінця холодної війни. Латвія та Литва зберігали свої первинні представництва у Вашингтоні, округ Колумбія, тоді як Естонія підтримувала консульство в Нью-Йорку.  Після Другої світової війни легація згасла як форма дипломатичного представництва, оскільки країни підвищили їх до своїх посольств. Однак країни Балтії не контролювали власну територію і не могли прийняти посла США. До 1990 року три балтійські делегації були єдиними делегаціями, що залишились у Дипломатичному списку Державного департаменту США. 
Естонська легація в Лондоні зберігалася до 1989 р., Коли фінансовий тиск змусив її продати.  Делегації Латвії та Литви продовжували свою роботу.  Прибалтійські легації в Парижі були фактично передані радянському посольству. Естонська легація була знесена в 1979 році, а латвійська легація була записана як радянська власність в 1967 році. Однак литовська делегація залишалася зареєстрованою у довоєнному уряді Литви, і радянське посольство не могло продати будівлю. 